# 공각기동대: SAC 2045
《공각기동대: SAC 2045》(Ghost in the Shell: SAC 2045)는 시로 마사무네의 《공각기동대》를 원작으로 하는 웹 애니메이션 시리즈이다.

## 제작
고단샤와 프로덕션 I.G는 2017년 4월 7일 카미야마 켄지와 아라마키 신지가 새로운 공각기동대 애니메이션의 제작을 감독한다고 발표하였다. 2018년 12월 7일, 넷플릭스는 《공각기동대 : SAC 2045》라는 오리지널 넷 애니메이션(ONA) 시리즈의 스트리밍을 전세계에 제공할 권리를 획득했으며 2020년에 공개할 것이라고 보고하였다. 이 시리즈는 3D CG로 제작될 예정이며, 솔라 디지털 아츠(Sola Digital Arts)가 제작에 참여할 예정으로 보도되었다. 또한 일리아 쿠브시노프(Ilya Kuvshinov)가 캐릭터 디자인을 담당한다는 것이 알려졌다. 새 시리즈는 각 12에피소드로 구성된 두 개의 시즌으로 제작될 예정이다.

## 성우 캐스팅
| 캐릭터            | 일본어          |
| ----------------- | --------------- |
| 쿠사나기 모토코   | 타나카 아츠코   |
| 다이스케 아라마키 | 사카 오사무     |
| 바토              | 오오츠카 아키오 |
| 토구사            | 야마데라 코이치 |
| 이시카와          | 유타카 나카노   |
| 사이토            | 토루 오카와     |
| 파즈              | 오노즈카 다카시 |
| 보마              | 야마구치 타로   |
| 타치코마          | 다마가와 사키코 |
| 푸린 에자키       | 한 메구미       |
| 스탠다드          | 츠다 켄지로     |